# Görwihl
Görwihl ist eine Gemeinde im baden-württembergischen Landkreis Waldshut in Deutschland

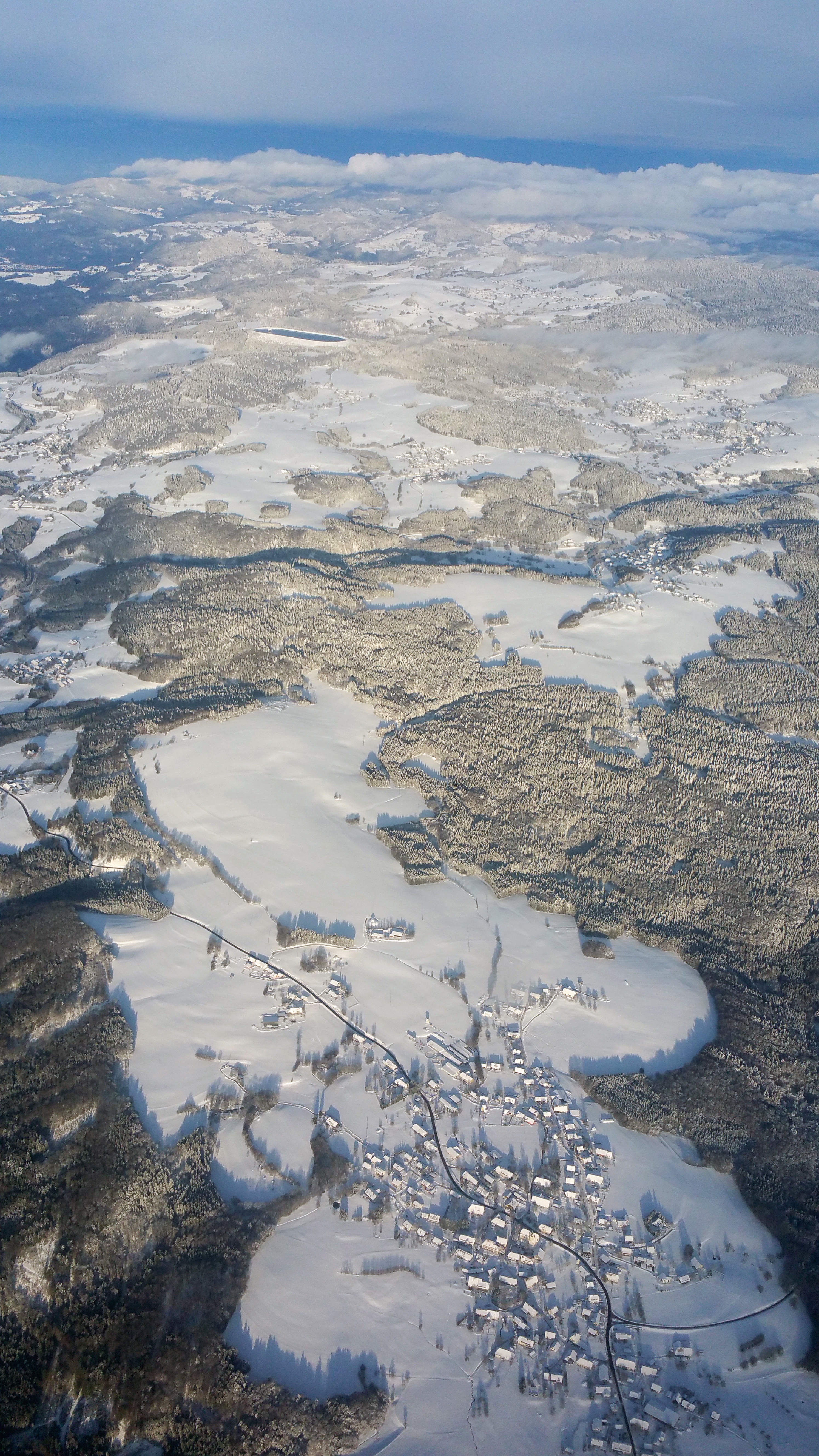
Ortsteil Oberwihl auf einer Luftaufnahme vom 31. Januar 2015, im Hintergrund das Hornbergbecken

## Geographie

### Geographische Lage
Görwihl liegt im Hotzenwald, dem südöstlichen Teil des Schwarzwaldes, am Rand des Albtals.
Die Landschaft des Hotzenwalds ist gekennzeichnet durch verschieden große Hochebenen, die terrassenartig gestuft nach Süden hin abfallen. Die meisten Ortsteile liegen auf solchen Hochebenen.
Etwa 60 Prozent der Gemeindefläche besteht aus Wald.

### Nachbargemeinden
Die Gemeinde grenzt im Norden an Ibach und Dachsberg, im Osten an Albbruck, im Süden an die Stadt Laufenburg und im Westen an Rickenbach und Herrischried.

### Gemeindegliederung
Zur Gemeinde Görwihl gehören die bis in die 1970er Jahre selbstständigen Gemeinden Engelschwand, Hartschwand, Niederwihl, Oberwihl, Rotzingen, Rüßwihl, Segeten und Strittmatt.

Zu den ehemaligen Gemeinden Engelschwand, Hartschwand, Oberwihl und Strittmatt gehören jeweils nur die gleichnamigen Dörfer. Zur Gemeinde Görwihl in den Grenzen von vor der Gemeindereform der 1970er Jahre gehören das Dorf Görwihl, die Zinken Freudenberg und Günnetsmättle und die Häuser Kirchgrund. Zur ehemaligen Gemeinde Niederwihl gehören das Dorf Niederwihl, der Zinken Schildbach und das Haus Sägehof. Zur ehemaligen Gemeinde Rotzingen gehören die Dörfer Rotzingen und Burg, der Zinken Eichrütte und die Häuser Krembach. Zur ehemaligen Gemeinde Rüßwihl gehören die Dörfer Rüßwihl und Tiefenstein. Zur ehemaligen Gemeinde Segeten gehören das Dorf Segeten, das Gehöft Hetzlenmühle und das Haus Säge.

Im Gemeindegebiet liegen die Wüstungen Scheckenwihl im Gebiet der früheren Gemeinde Niederwihl und Wolpringen im Gebiet der früheren Gemeinde Strittmatt.

## Geschichte
Görwihl wurde im Jahre 1193 als Gerswillare erstmals urkundlich erwähnt. Görwihl gehörte wie die meisten Orte des Hotzenwalds über Jahrhunderte zur Grafschaft Hauenstein und damit zu Vorderösterreich. Es entwickelte sich zum Zentrum der Einungen des Hotzenwalds und spielte eine Rolle in den Salpetererunruhen.

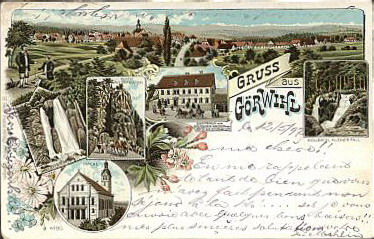
Görwihl um 1897

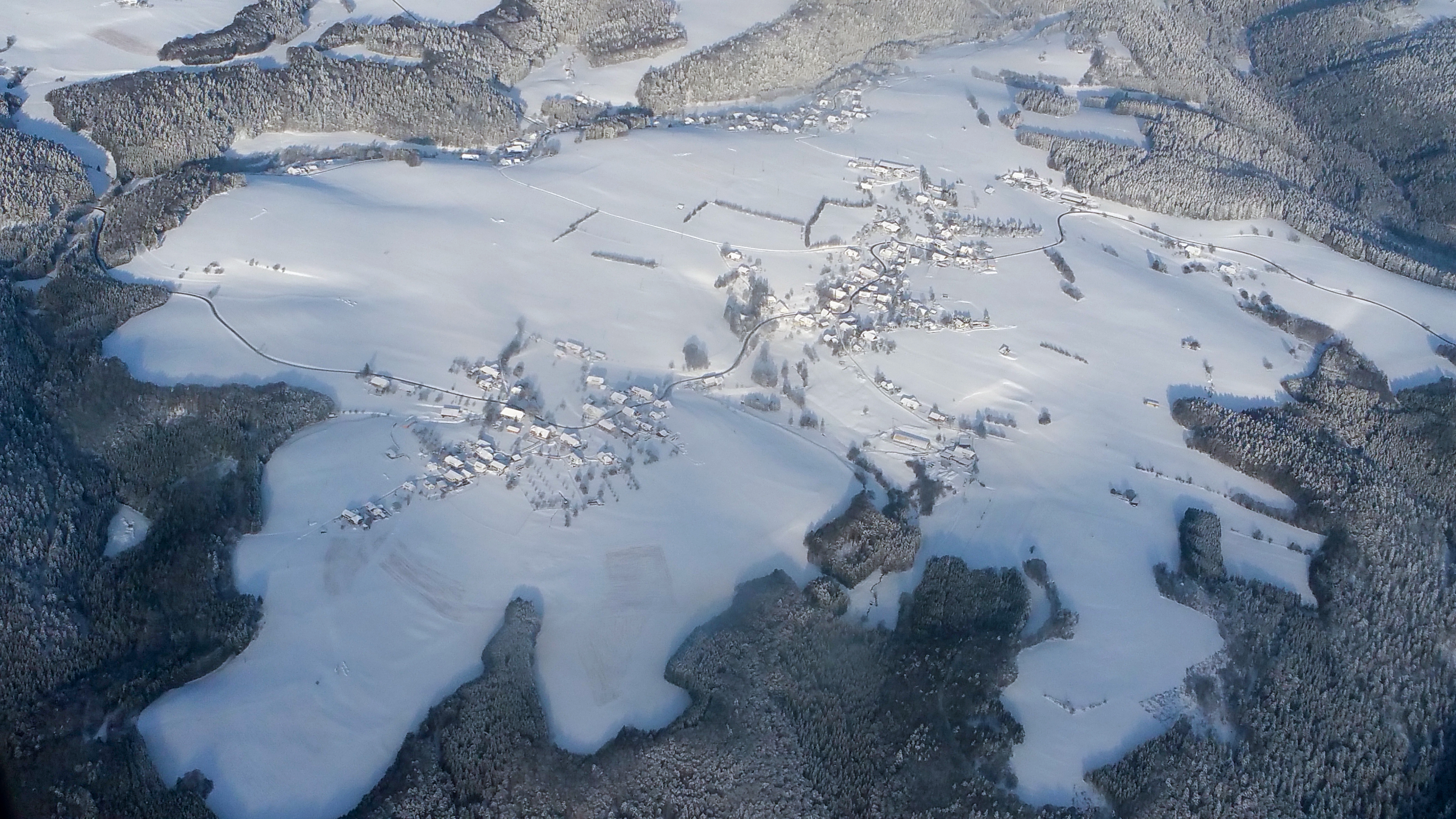
Ortsteil Rotzingen auf einer Luftaufnahme vom 31. Januar 2015

1806 kam Görwihl zu dem neu geschaffenen Großherzogtum Baden. 1838 bis 1839 erfolgte der Wiederaufbau der durch Blitzschlag und Brand zerstörten Katholischen Kirche St. Bartholomäus durch Friedrich Theodor Fischer unter Erhaltung des alten Turmes. Leider blieben die Altäre des Stuckateurs Jodok Friedrich Wilhelm nicht erhalten.

Im Zuge der Gemeindegebietsreform wurde die heutige Gemeinde am 1. Januar 1975 durch die Vereinigung von Görwihl, Engelschwand, Niederwihl, Oberwihl, Rüßwihl, Segeten und Strittmatt neu gebildet. Bereits am 1. Juli 1971 wurde Rotzingen nach Görwihl eingemeindet. Die Eingemeindung von Hartschwand nach Görwihl folgte am 1. Juli 1972.

### Herkunft des Ortsnamens
Görwihl leitet sich von Ger-Weiler ab. Der Namensteil 'Ger', althochdeutsch für Speer, wurde gewählt, da Görwihl in der Entstehungszeit die Form einer Speerspitze hatte.

### Einwohnerentwicklung
| Jahr      | 1880  | 1900  | 1925  | 1933  | 1950  | 1961  | 1970  | 1980  | 1990  | 2000  | 2010  | 2015  | 2020 |
| Einwohner | 4.278 | 3.719 | 3.227 | 3.224 | 3.463 | 3.491 | 3.912 | 3.915 | 4.433 | 4.532 | 4.343 | 4.275 | 4188 |

## Politik

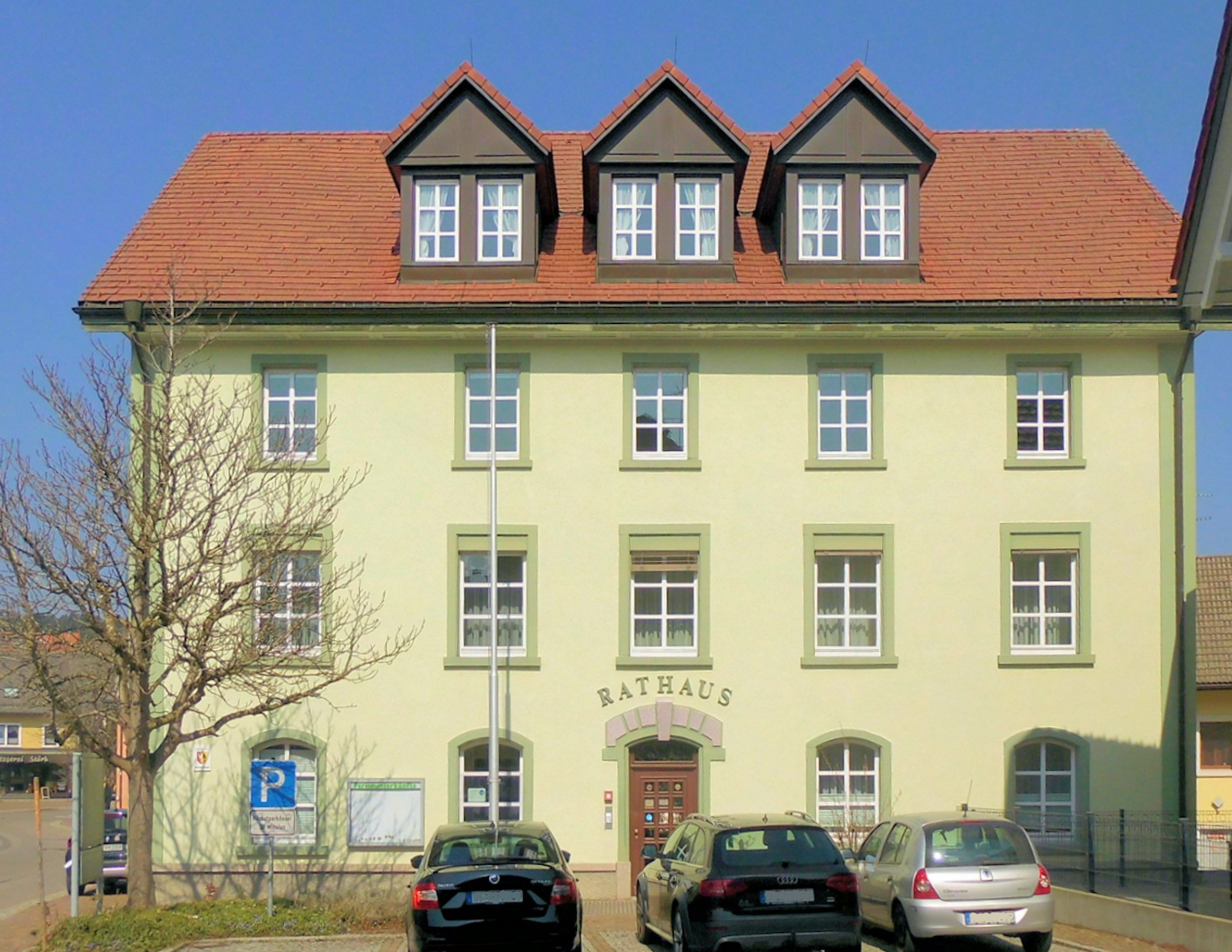
Rathaus Görwihl

### Bürgermeister
Bürgermeister ist seit dem 25. April 2023 Mike Biehler. Er wurde bei der Bürgermeisterwahl am 29. Januar 2023 mit 83,1 Prozent der Stimmen gewählt. Amtsinhaber Carsten Quednow, der von 1999 bis 2023 amtierte, erhielt lediglich 11,4 Prozent der Stimmen.

### Gemeinderat
Der Gemeinderat in Görwihl besteht aus den 14 gewählten ehrenamtlichen Gemeinderäten und dem getrennt gewählten Bürgermeister als Vorsitzendem. Der Bürgermeister ist im Gemeinderat stimmberechtigt.
Die Kommunalwahl am 9. Juni 2024 führte zu folgendem Endergebnis.
| Parteien und Wählergemeinschaften | Parteien und Wählergemeinschaften | % 2024  | Sitze 2024 | % 2019 | Sitze 2019 | Kommunalwahl 2024 %50403020100 48,57 %40,54 %10,89 % CDUFWGrüneGewinne und Verlusteim Vergleich zu 2019 %p 20 15 10 5 0 −5−10−15−20−25+15,37 %p+4,94 %p−20,31 %pCDUFWGrüne |
| CDU                               | Christlich Demokratische Union    | 48,57   | 7          | 33,2   | 5          | Kommunalwahl 2024 %50403020100 48,57 %40,54 %10,89 % CDUFWGrüneGewinne und Verlusteim Vergleich zu 2019 %p 20 15 10 5 0 −5−10−15−20−25+15,37 %p+4,94 %p−20,31 %pCDUFWGrüne |
| FW                                | Freie Wähler Görwihl e. V.        | 40,54   | 6          | 35,6   | 5          | Kommunalwahl 2024 %50403020100 48,57 %40,54 %10,89 % CDUFWGrüneGewinne und Verlusteim Vergleich zu 2019 %p 20 15 10 5 0 −5−10−15−20−25+15,37 %p+4,94 %p−20,31 %pCDUFWGrüne |
| GRÜNE                             | Bündnis 90/Die Grünen             | 10,89   | 1          | 31,2   | 4          | Kommunalwahl 2024 %50403020100 48,57 %40,54 %10,89 % CDUFWGrüneGewinne und Verlusteim Vergleich zu 2019 %p 20 15 10 5 0 −5−10−15−20−25+15,37 %p+4,94 %p−20,31 %pCDUFWGrüne |
| Gesamt                            | Gesamt                            | 100 %   | 14         | 100 %  | 14         | Kommunalwahl 2024 %50403020100 48,57 %40,54 %10,89 % CDUFWGrüneGewinne und Verlusteim Vergleich zu 2019 %p 20 15 10 5 0 −5−10−15−20−25+15,37 %p+4,94 %p−20,31 %pCDUFWGrüne |
| Wahlbeteiligung                   | Wahlbeteiligung                   | 70,80 % | 70,80 %    | 68,4 % | 68,4 %     | Kommunalwahl 2024 %50403020100 48,57 %40,54 %10,89 % CDUFWGrüneGewinne und Verlusteim Vergleich zu 2019 %p 20 15 10 5 0 −5−10−15−20−25+15,37 %p+4,94 %p−20,31 %pCDUFWGrüne |

### Wappen
| Wappen der Gemeinde Görwihl | Blasonierung: „In gespaltenem Schild vorn in Rot ein halber silberner (weißer) Adler am Spalt, im Fang ein goldenes (gelbes) Zepter haltend, hinten in Gold (Gelb) eine aus dem unteren Schildrand wachsende grüne Tanne, an deren Stamm links ein rotes Eichhörnchen emporklettert.“ |
| Wappen der Gemeinde Görwihl | Wappenbegründung: Die neue Gemeinde Görwihl wurde am 1. Januar 1975 durch den Zusammenschluss von Engelschwand, Görwihl, Niederwihl, Oberwihl, Rüßwihl, Segeten und Strittmatt gebildet, nachdem bereits 1971/72 Hartschwand und Rotzingen nach Görwihl eingemeindet worden waren. Das am 3. März 1970 der damaligen Gemeinde Görwihl verliehene Wappen wurde für die heutige Gemeinde übernommen, da die Wappensymbole auch für die vergrößerte Gemeinde ihre Bedeutung haben. Die vordere Schildhälfte erinnert an die frühere Landeshoheit Österreichs, die hintere an die ehemalige Zugehörigkeit aller Ortsteile zur Grafschaft Hauenstein, deren Siegel die Tanne mit zwei Eichhörnchen zeigte. Das Landratsamt Waldshut verlieh Wappen und Flagge am 16. Dezember 1975. |

Wappen der früheren Gemeinden

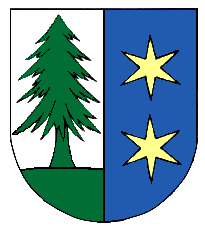
Engelschwand
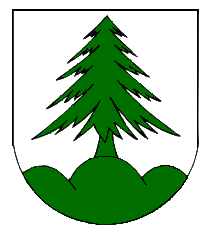
Hartschwand
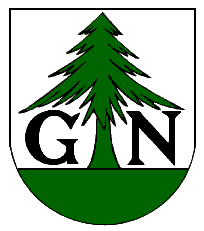
Niederwihl
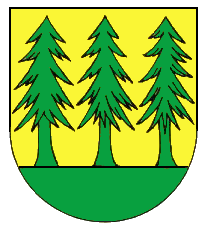
Oberwihl
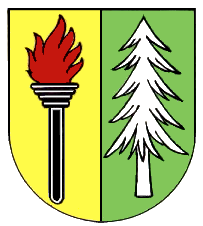
Rotzingen/Burg
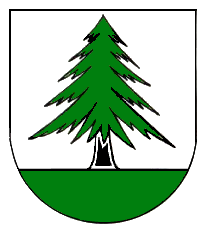
Rüßwihl
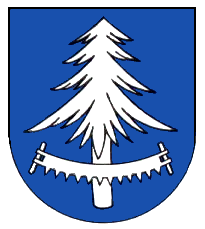
Segeten
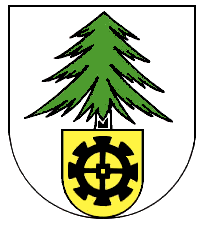
Strittmatt
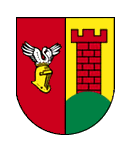
Tiefenstein

## Kultur und Sehenswürdigkeiten

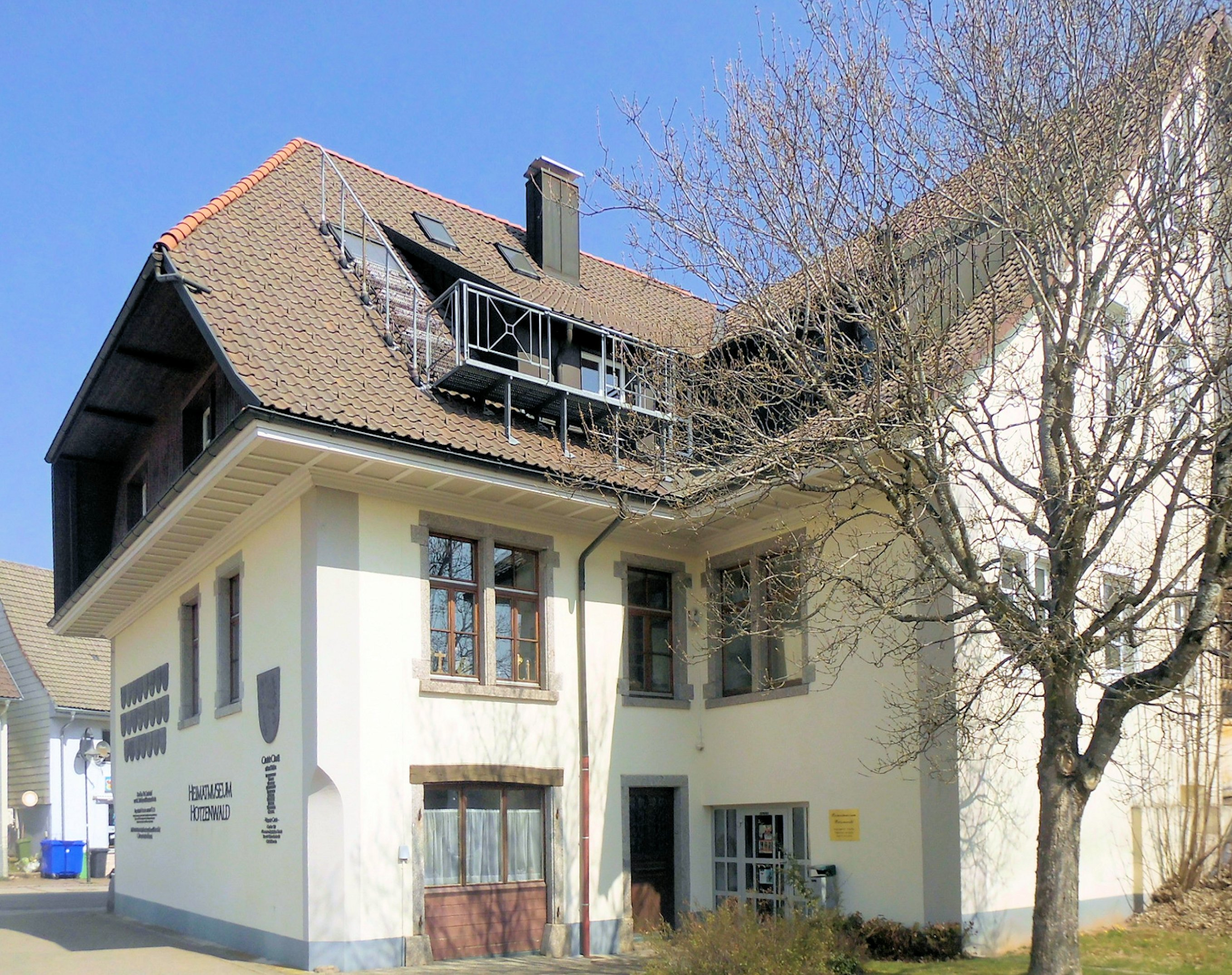
Heimatmuseum

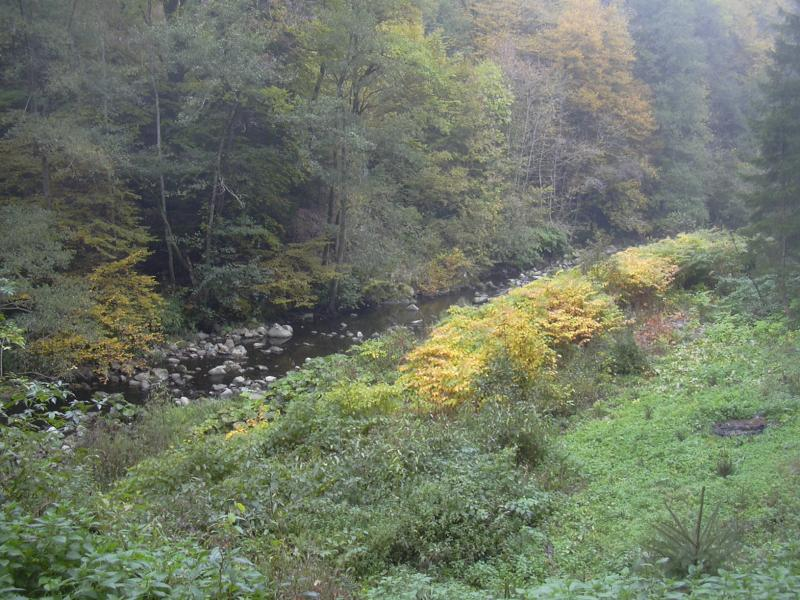
Albtal bei Tiefenstein

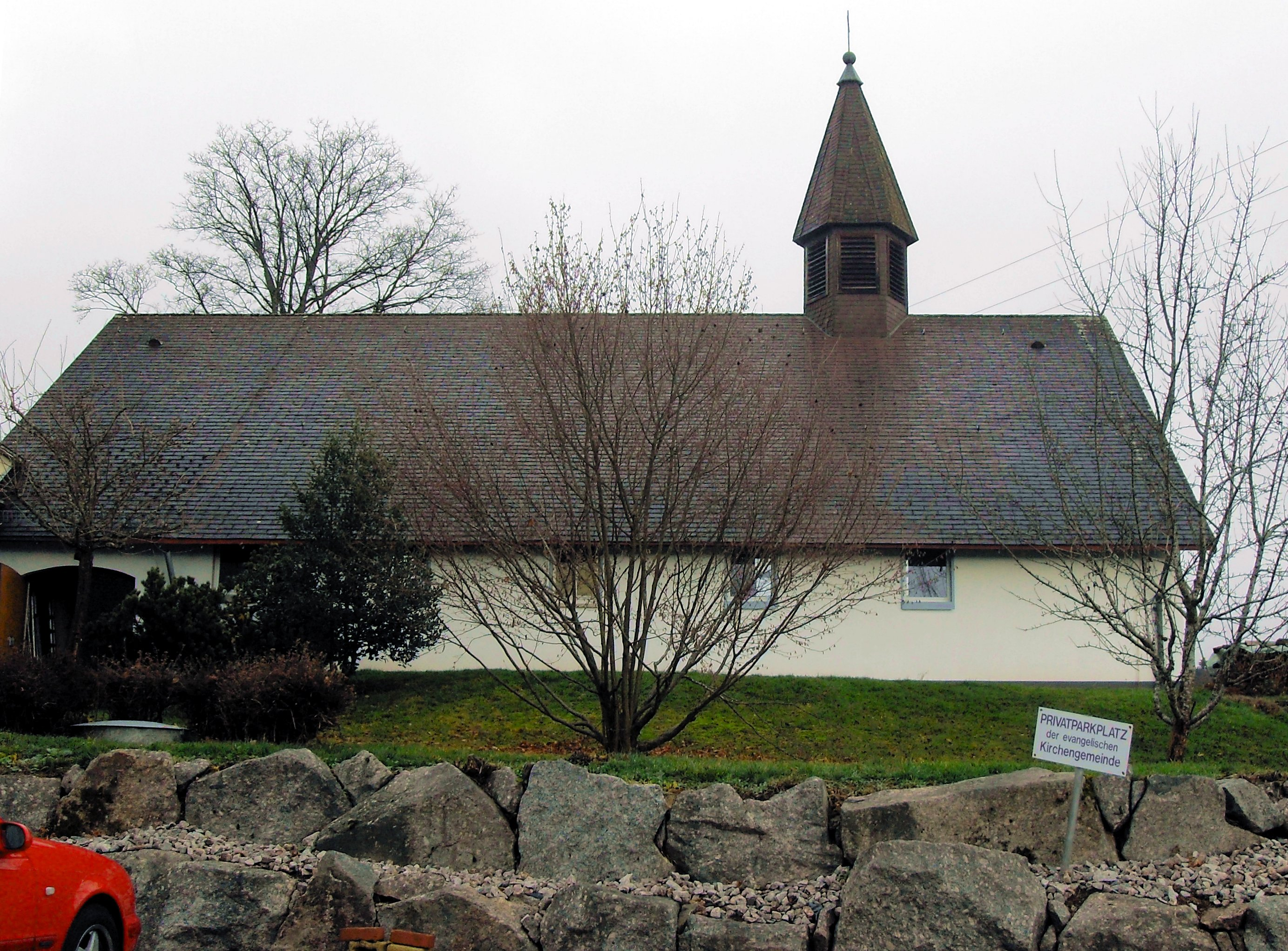
Evangelische Kirche

- Das Heimatmuseum Görwihl zeigt Exponate zur Salpetersiederei im Hotzenwald; eine besondere Attraktion ist ein automatischer Webstuhl.
- In Görwihl wurde am 9. November 2008 eine Öffentliche Bücherei in Trägerschaft der katholischen Gemeinde eröffnet.
- Die Albtalwasserfälle[9]
- Der Gugelturm mit weitem Alpenblick (auf dem Gebiet der Gemeinde Herrischried)
- Martinimarkt (an einem Samstag im Herbst)
- Tiefenstein im Albtal mit Resten der Iburg, der Burg Tiefenstein und einer frühen Wallburg, der Wallburg Tiefenstein.
- Krai-Woog-Gumpen, eine Gletschermühle mit kleinem Wasserfall des Schwarzenbächles[10]

## Sonstiges
Görwihl-Segeten war im Jahr 2011 der sonnenreichste Ort in Deutschland.

## Persönlichkeiten

### Söhne und Töchter der Gemeinde
- Vinzenz Haug (1599–1656), Abt im Kloster Schuttern und Schwarzach
- Paul Schäuble (1863–1955), erster Abt der Abtei St. Joseph in Covington, geboren im Ortsteil Segeten
- Eugen Imhoff (1876–1951), Verwaltungs- und Wohnungsbaujurist
- Herbert Huber (1907–1977), Mediziner und Hochschullehrer
- Gig Malzacher (1931–1980), Schauspieler, Synchronsprecher und Fernsehproduzent, geboren im Ortsteil Oberwihl
- Hans Vogt (* 1951), baden-württembergischer Politiker (SPD)
- Wolfgang Burger (1952–2024), Krimiautor und Ingenieur, geboren im Ortsteil Oberwihl
- Gioia Osthoff (* 1990), deutsche Schauspielerin, geboren im Ortsteil Rüßwihl

### Personen in Verbindung zu Görwihl
- Dominic Fritz (* 1983), Politikwissenschaftler, Bürgermeister in Timișoara (Rumänien), wuchs in Görwihl auf